# Mike Porcaro
Mike Porcaro (South Windsor, 29 de mayo de 1955-Los Ángeles, 15 de marzo de 2015) fue un bajista estadounidense y músico de sesión, conocido principalmente por haber pertenecido a la banda Toto junto a sus hermanos  Jeff  y  Steve.
Al igual que Jeff ―baterista que falleció en 1992 producto de un ataque al corazón― , el bajista es recordado por algunos medios especializados en música y por sus compañeros del grupo como "the groove master", calificativo asociado a la capacidad de transmitir groove al momento de tocar el bajo. 
Esta característica le permitió fusionar distintos estilos musicales y ser el músico que sostuvo la base rítmica. 
Esto, debido a que Toto, combina diferentes géneros, siendo  Lukather ―guitarrista― el generador de sonido roquero, mientras que Jeff en la batería se inclinó por el sonido pulcro y swing del jazz. 
Al tener dos elementos diferenciadores, el bajista tuvo que acoplarse a ellos y fusionar ambas formas de tocar sin que se disociaran. Lo mismo ocurrió con el ingreso de  Phillips, tras sustituir a Jeff cuando murió. 
Con el ingreso de Phillips, Mike tuvo que adaptarse al sonido  progresivo de este baterista, sin perder la esencia del groove que instaló junto a su hermano fallecido.  
Al igual que el resto de sus compañeros de Toto, fue músico de sesión y tocó junto a diversos artistas tales como: Steve Vai, Carlos Santana, Ricky Martin, Julio Iglesias, Lee Ritenour, Donna Summer, Steve Perry, Roberto Carlos, Jefferson Airplane, Joe Walsh y Stevie Nicks, entre otros. Una de sus principales colaboraciones fue junto a Santana, en el disco ganador de nueve premios grammys: Supernatural.
Pero su carrera como músico fue interrumpida a partir del año 2007 porque tuvo la enfermedad esclerosis lateral amiotrófica (ELA), hasta fallecer el día 15 de marzo de 2015.

## Enfermedad
En 2007, Porcaro empezó a sentir un creciente adormecimiento en los dedos, que le hacía cada vez más difícil tocar el bajo. Ese mismo año tuvo que dejar de actuar con Toto. Fue reemplazado por Leland Sklar para el resto de la gira, y al año siguiente (2008) Toto se disolvió.
El 26 de febrero de 2010, la banda anunció a través de un comunicado de prensa oficial que Mike Porcaro sufría de ELA (esclerosis lateral amiotrófica), y que los antiguos miembros de la banda Toto ―incluyendo a Steve Porcaro― se volverían a reunir para hacer una pequeña gira por Europa en el verano de 2010 con el fin de juntar fondos para Mike Porcaro.
El reagrupado Toto continuó en gira durante los siguientes años. Para las giras de 2010, 2011, 2012 y 2013; el bajista invitado fue Nathan East.

## Fallecimiento
A causa de su enfermedad, Mike Porcaro falleció mientras dormía el domingo 15 de marzo de 2015 a las 00:04, rodeado de sus familiares. Su hermano Steve Porcaro comunicó la muerte de Mike a través de su página oficial de Facebook.

## Condolencias
Algunos músicos han expresado su admiración y el dolor que les causó la noticia:

"Hemos perdido a uno de los más grandes músicos y uno de los mejores hombres que he conocido. Mike Porcaro fue un héroe y una inspiración para mí, como bajista y como persona. Lo conocí, y lo oí tocar cuando visité a la familia Porcaro , poco después de mudarme a Los Ángeles en el 71', fui a recoger a Jeff porque íbamos a un concierto. Él tenía 14 o 15 años, y me impactó verlo tocar —y todavía lo hace (como tendré que volver a tocar con Toto para las próximas giras, lo he escuchado todos estos días y es brillante)— Eso nunca va a desaparecer y seguirá siendo una inspiración para mí, y un nivel al que aspiro estar." 
David Hungate en su perfil de Facebook el día 15 de marzo.

"Se ha quebrantado mi corazón con la noticia de la muerte de Mike Porcaro. Uno de los mejores seres humanos que he conocido y uno de mis bajistas favoritos. Y si de buena música se trata, él y su familia son un punto de referencia para muchos de nosotros. Su legado es inmenso y su espíritu está con nosotros. Jeff y Mike juntos de nuevo. Descansa en paz Mike... Mi corazón está con su familia y con la comunidad de la música." 
Leland Sklar en su perfil de Facebook el día 15 de marzo.

## Bajos
Porcaro utilizaba bajos de las marcas Peavey, Status Graphite, Fbass, Sugi y Music Man.
Junto con Toto, Mike tocó en numerosas sesiones en Los Ángeles, y estuvo de gira con Michael Franks en su primera gira. A continuación, realizó una gira con Seals and Crofts, Larry Carlton y Boz Scaggs. Apareció en el videoclip de la canción «JoJo», de Boz Scaggs. El bajista de In Flames, Peter Iwers, dice que su estilo de tocar el bajo ha sido influenciado por el bajista de Toto, Mike Porcaro.